# Pericallis aurita
Pericallis aurita — вид рослин з родини айстрові (Asteraceae), ендемік Мадейри.

## Опис

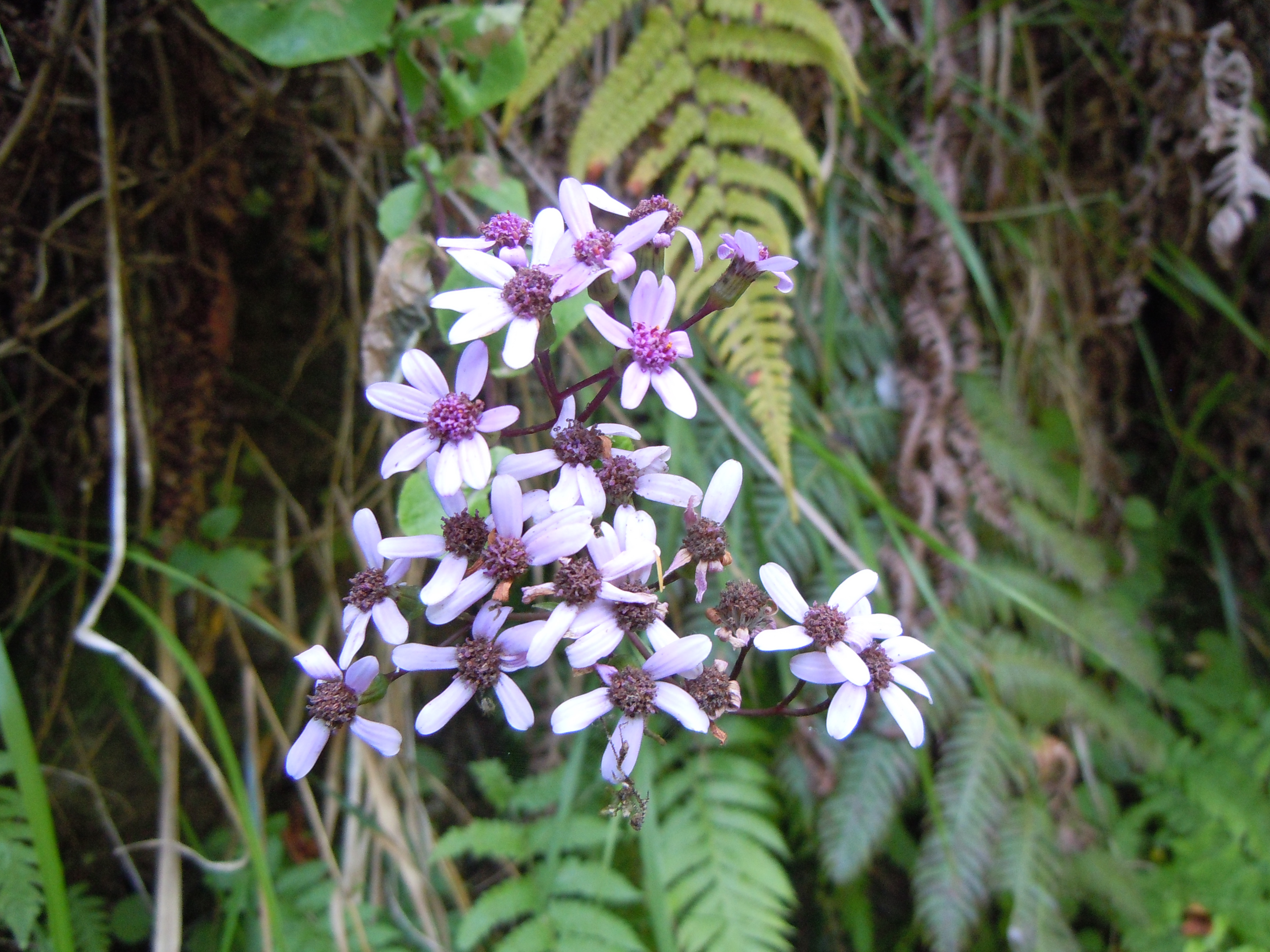

Багаторічний кущ висотою до 1,5 м. Гілки у верхній частині червонуваті. Листки черешчаті, серцеподібні, досягають 5–12 см в діаметрі, від зеленого до біло-зеленого кольору. Квіти від фіолетових до пурпурових. Плід — сім'янка.

## Поширення
Ендемік архіпелагу Мадейра (о. Мадейра, Порту-Санту).